# Vœuil-et-Giget
Vœuil-et-Giget település Franciaországban, Charente megyében. Lakosainak száma 1594 fő (2022. január 1.). Vœuil-et-Giget La Couronne, Mouthiers-sur-Boëme, Puymoyen és Torsac községekkel határos.

## Népesség
A település népessége az elmúlt években az alábbi módon változott:
| Lakosok száma | 744  | 1009 | 1344 | 1497 | 1550 | 1505 | 1509 | 1547 | 1555 | 1594 |
|               | 1968 | 1982 | 1990 | 2006 | 2013 | 2015 | 2017 | 2019 | 2020 | 2022 |